# سكيراء
السكيراء (الاسم العلمي: Schizosaccharomyces) هي جنس من الفطريات يتبع الفصيلة السكيراوية من رتبة السكيراويات.

## أنواع السكيراء
- سكيراء الجعة
- سكيراء بردية
- سكيراء بشرية
- سكيراء ثمانية الأبواغ
- سكيراء جاوية
- سكيراء عديمة الأبواغ
- سكيراء فورموزية
- سكيراء مميعة
- سكيراء يابانية